# Sonja Mühleck
Sonja Mühleck (* in Ludwigsburg) ist eine deutsche Sopranistin.

## Leben

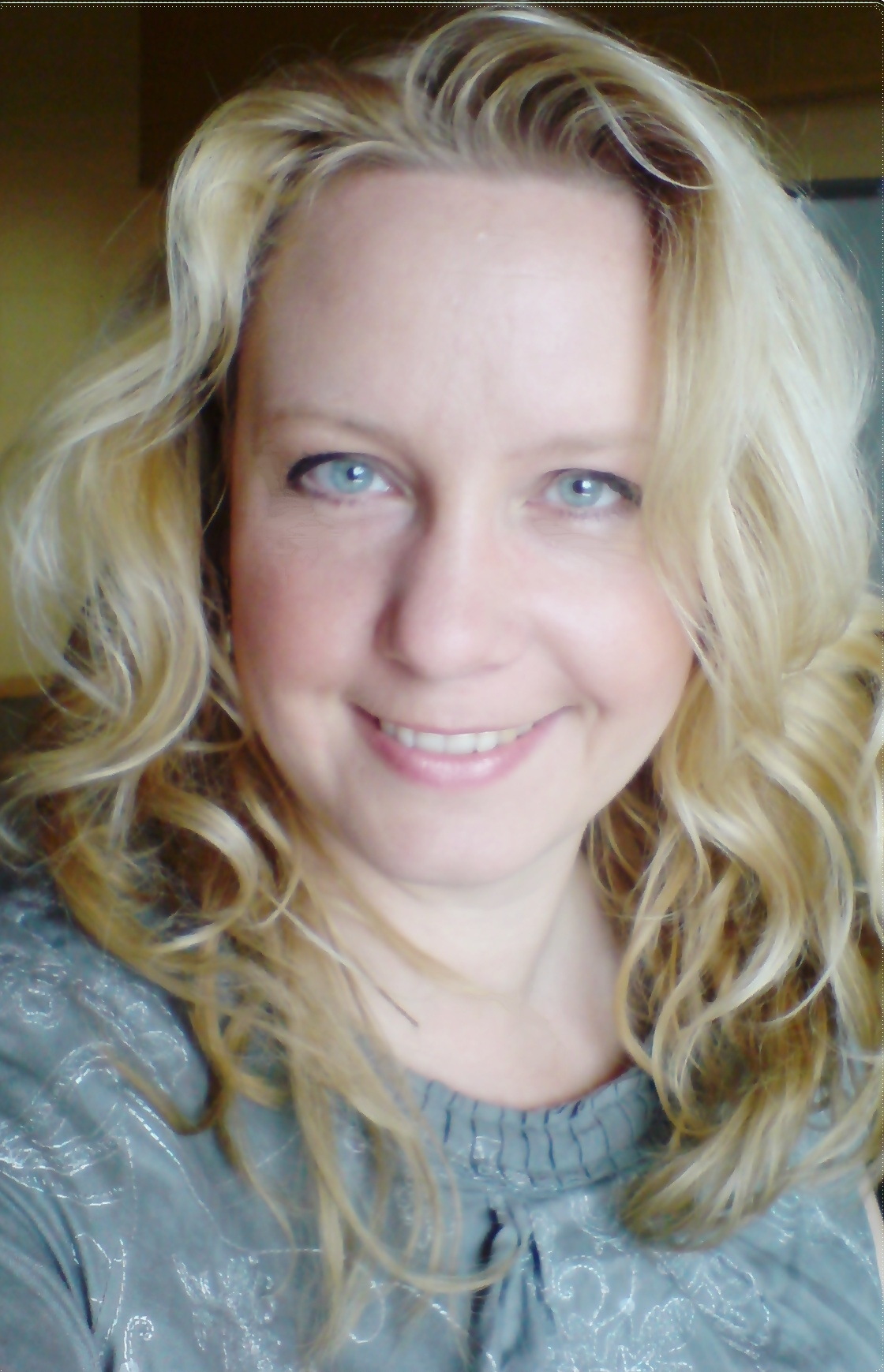
Sonja Mühleck, privat

Sonja Mühleck studierte an der Hochschule für Musik und Darstellende Kunst Stuttgart Gesang und Sprecherziehung und an der Hochschule für Musik und Darstellende Kunst Mannheim Konzertaufbau, Konzertexamen und Liedklasse bei Rudolf Piernay, erhielt Preise beim Wettbewerb für Wagnerstimmen und beim Hilde-Zadek-Wettbewerb, war Stipendiat des Richard-Wagner-Verband und dem Steans Institute for Young Artists/Chicago. Zahlreiche Meisterkurse bei Sängern wie Christa Ludwig, Sena Jurinac, Gwyneth Jones, Inge Borkh uvm. vervollständigen ihre Ausbildung.
Sonja Mühleck war von 2005 bis 2010 Ensemblemitglied der Oper Frankfurt und trat dort in zahlreichen Partien auf wie beispielsweise Elisabeth (Tannhäuser), Vitellia, Chrysothemis, Gräfin Almaviva in Le nozze di Figaro, Ghita in Der Zwerg, Mrs. Grose, Ludmila, Erste Dame.
Inzwischen freischaffend, war sie an Bühnen wie Königliche Oper (Kopenhagen) als Chrysothemis, Bayreuther Festspiele als Gerhilde und Elisabeth in der Kinderoper, Teatro alla Scala Mailand, Gran Teatre del Liceu Barcelona, Teatro Colón Buenos Aires als Freia, Gerhilde und Cover Gutrune, Hamburgische Staatsoper, Staatsoper Unter den Linden Berlin, Deutsche Oper am Rhein Düsseldorf, Teatro de la Maestranza Sevilla als Ghita in Der Zwerg, Staatstheater Mainz als Marta in Tiefland, Elisabeth in Tannhäuser und 1. Dame in der Zauberflöte, Opernhaus Kiel als Marie in Wozzeck, diese Rolle sang sie auch am Staatstheater Stuttgart und Theater St. Gallen, Senta in der Urfassung am Stadttheater Gießen, Deutsches Nationaltheater und Staatskapelle Weimar in der Titelrolle von Turandot (Busoni), Schlossfestspiele Schwerin als Agathe im Freischütz, Pfalztheater Kaiserslautern als Regan in König Lear (Aulis Sallinen) und Frau M. in Neues vom Tage, Theater Regensburg als Valentine in Les Huguenots, Theater Münster als Ellen Orford in Peter Grimes, Night of the Proms London engagiert. 1. Dame sang sie auch: Hessischen Staatstheater Wiesbaden, Oper Köln, Oper Bonn und Pepa am Opernhaus Zürich. Micaela in Carmen sang sie bei den Jeunesses Musicales in Weikersheim. Engagierte Zusammenarbeit führte sie zu Dirigenten wie Christian Thielemann, Daniel Barenboim, Nicola Luisotti, Sebastian Weigle, Kirill Petrenko, Michael Schønwandt und Regisseuren wie Keith Warner, Christian Pade, Katharina Wagner, Stein Winge, Anselm Weber.
Im Konzertfach sang Sonja Mühleck u. a. in Verdis Messa da Requiem, Beethovens Missa solemnis und der 9. Sinfonie im Gewandhaus (Leipzig), sowie die Wesendonck-Lieder von Richard Wagner, die Vier letzten Lieder von Richard Strauss und Sieben Frühe Lieder von Alban Berg. In Liederabenden sang sie zahlreiche Lieder von z. B. Franz Schubert, Hugo Wolf, Johannes Brahms, Gustav Mahler.
Von den Bayreuther Festspielen gibt es eine CD und DVD der Walküre mit Sonja Mühleck sowie eine DVD der Bayreuther Kinderoper 2010 (als Elisabeth im Tannhäuser). Vom Colon-Ring Buenos Aires (Freia und Gerhilde) erschien 2013 eine DVD. Von verschiedenen Rundfunksendern gibt es Konzertmitschnitte von Frau Mühleck.

## Diskografie
- Die Walküre, Bayreuther Festspiele 2006, CD.
- Die Walküre, Bayreuther Festspiele 2010, DVD.
- Colon Ring, 2012, DVD.
- Kinderoper Tannhäuser, Bayreuther Festspiele 2010, DVD.